# Casa dei Mosaici Geometrici

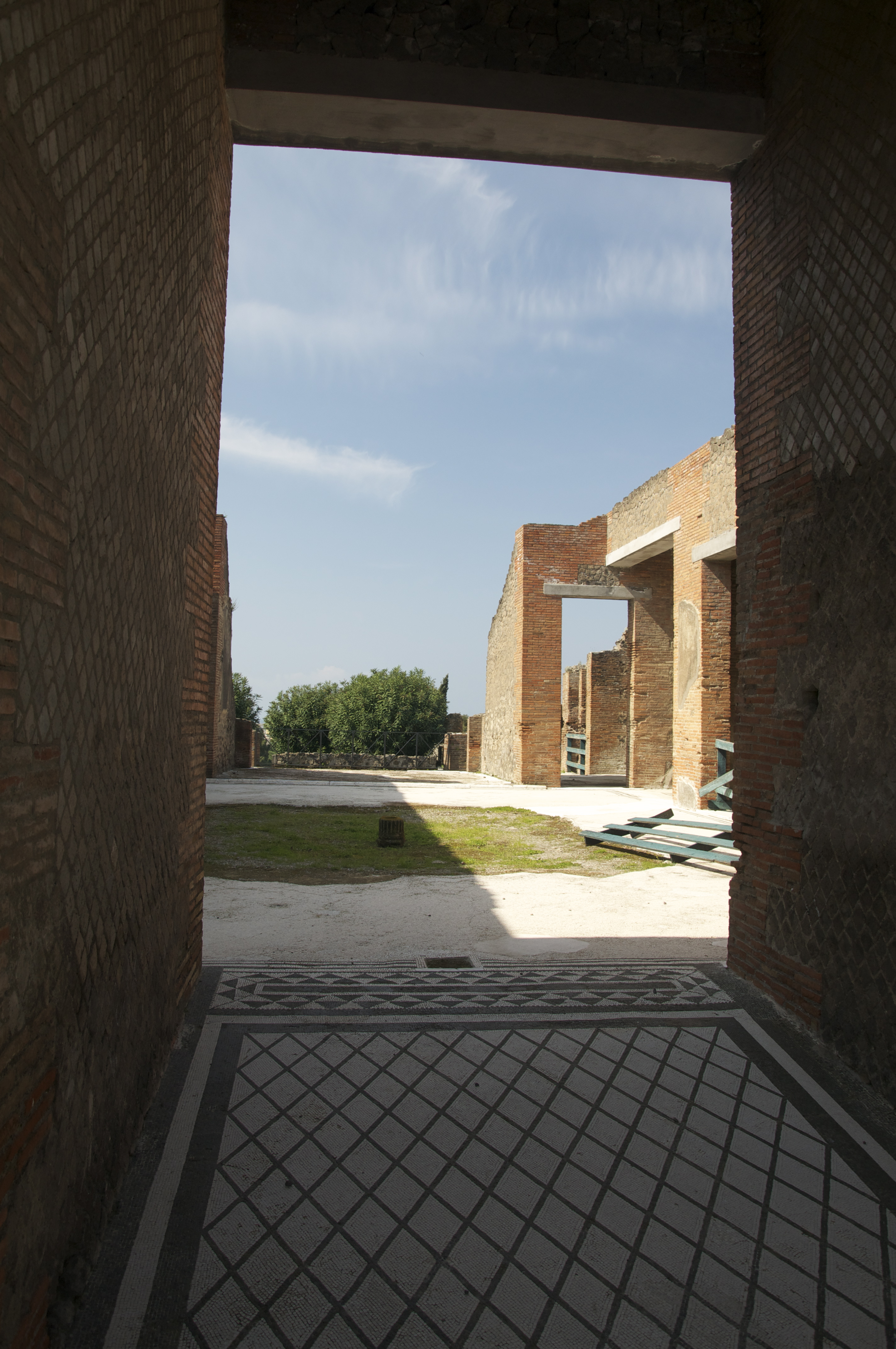
Blick durch die Fauces in das Atrium

Die Casa dei Mosaici Geometrici  (Haus der geometrischen Mosaiken) ist ein Wohnhaus in Pompeji (VIII 2, 14), das zunächst 1826 ausgegraben wurde. Umfangreiche Nachgrabungen fanden 2013 statt. Das Haus erhielt seinen modernen Namen von zahlreichen geometrischen Mosaiken. Es liegt am Rande der antiken Stadt, wo das Gelände zum Meer hin abfällt, sodass sich der Bau über zwei Ebenen erstreckt. Das Haus ist mit den Nachbarhäusern verbunden, wodurch die antiken Eigentumsverhältnisse nicht immer klar sind.

## Beschreibung
Das Haus liegt am Rande der Stadt. Es wird über die Fauces betreten, von wo man in das Atrium gelangt. Um das Atrium herum sind diverse Räume angeordnet. Hinter dem Atrium befindet sich ein mit Säulen dekoriertes Peristyl. Ein Teil der Räume des Hauses ist mit noch heute gut erhaltenen, schwarzweißen Mosaiken ausgelegt, die geometrische Muster zeigen. Ein gut erhaltenes Mosaik zeigt zahlreiche Fische und ist mehrfarbig. Es befindet sich heute im Archäologischen Nationalmuseum Neapel und fand sich in einem in dem Boden eingelassenen Becken im Triklinium des Hauses. Ein anderes, nicht gut erhaltenes Mosaik befindet sich heute ebenfalls in Neapel und zeigt die Entführung der Leukippiden. Einige Räume des Hauses waren ausgemalt, doch ist davon heute nichts mehr erhalten. Einige Räume hatten auch Marmorintarsien als Wanddekoration.

## Galerie

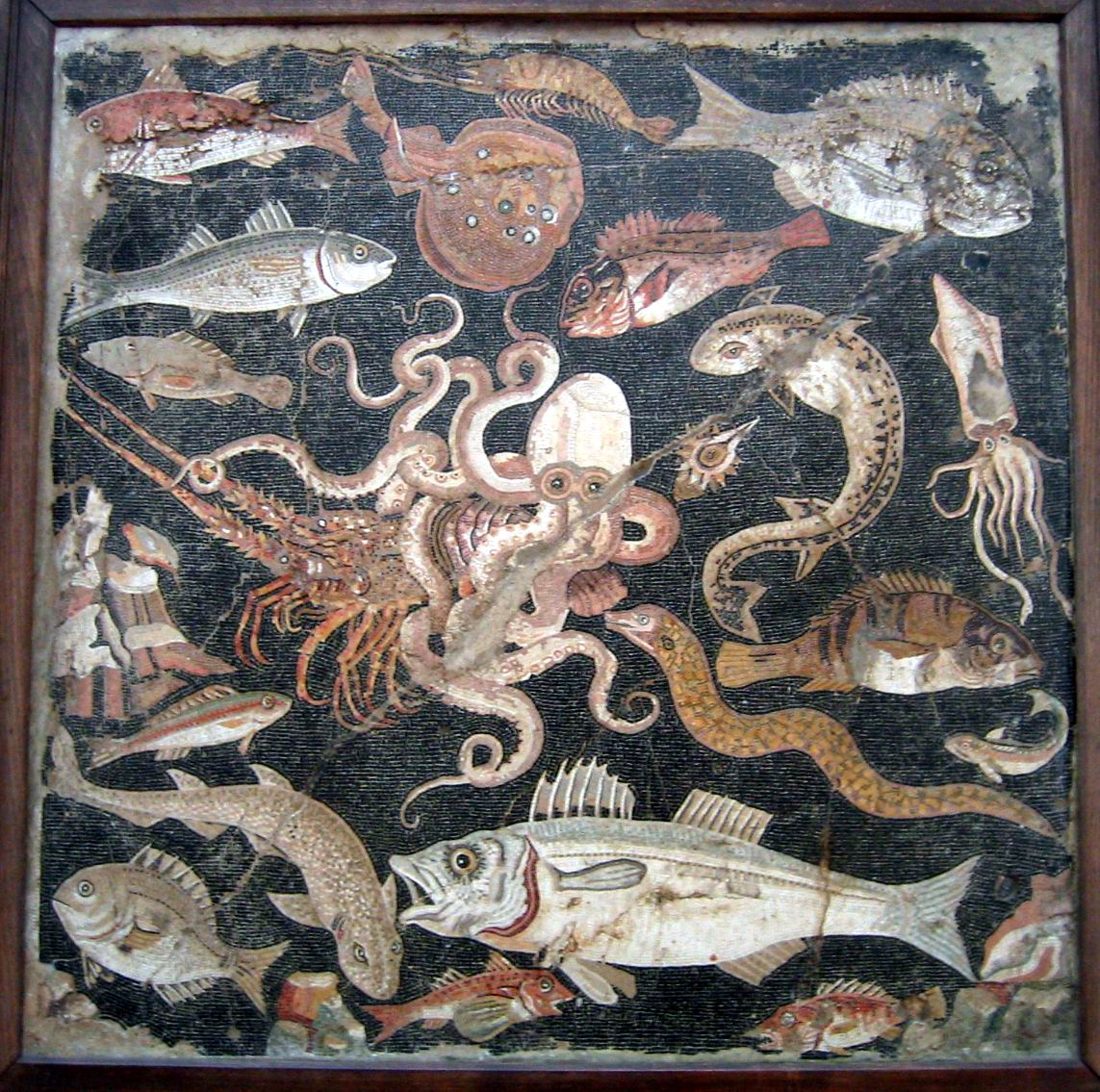
Fischmosaik
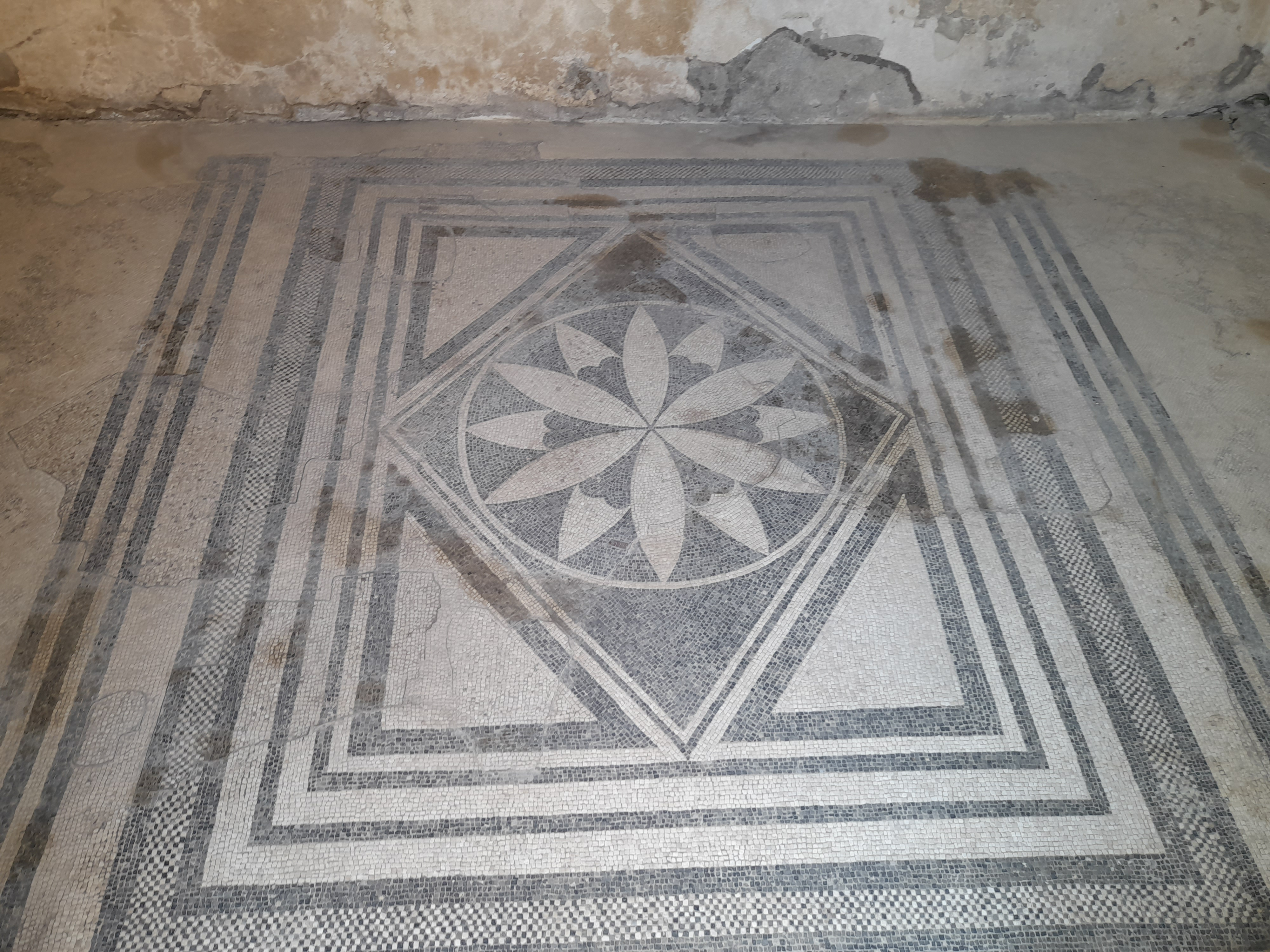
Geometrisches Mosaik
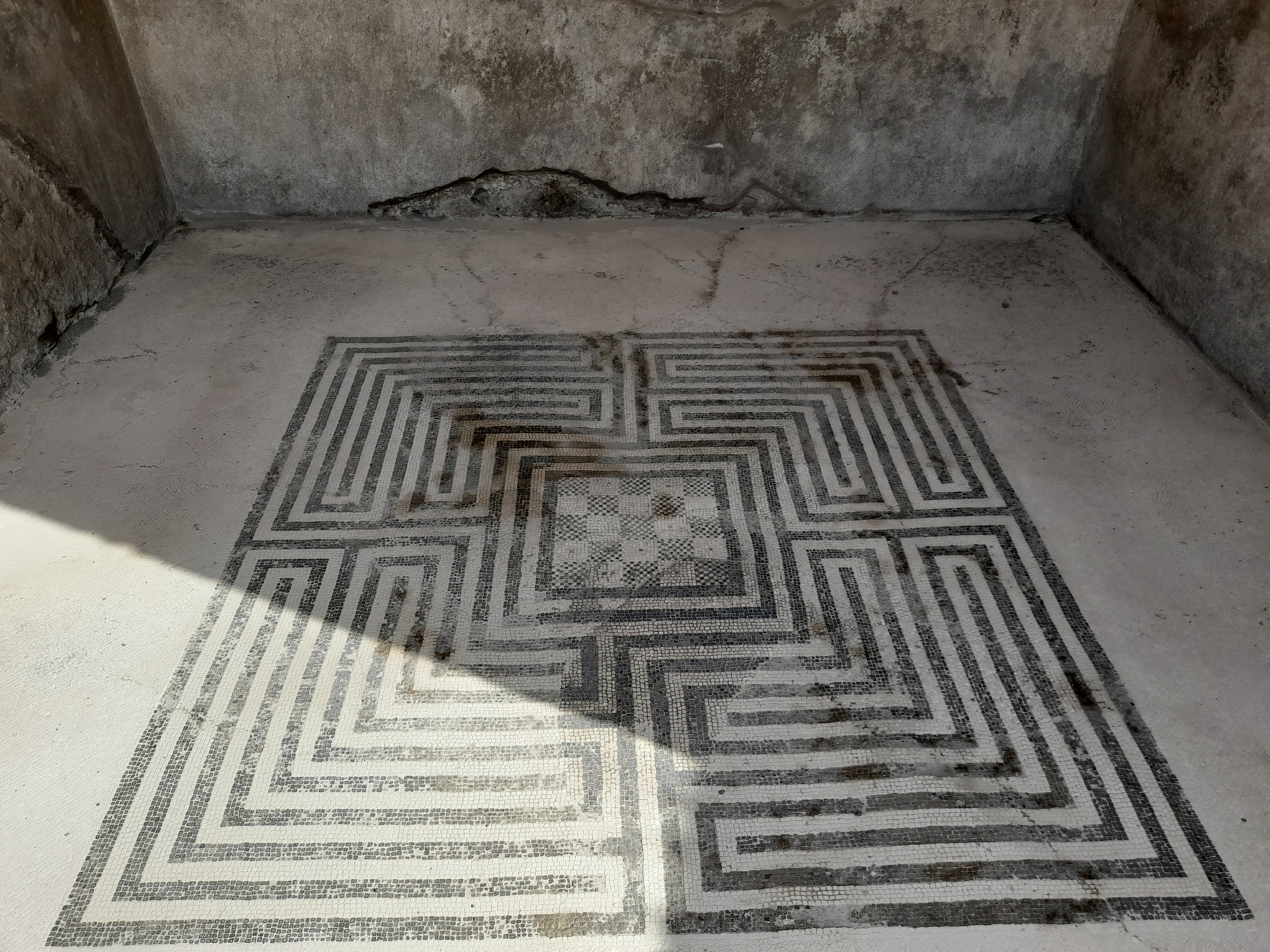
Mosaik mit Labyrinth
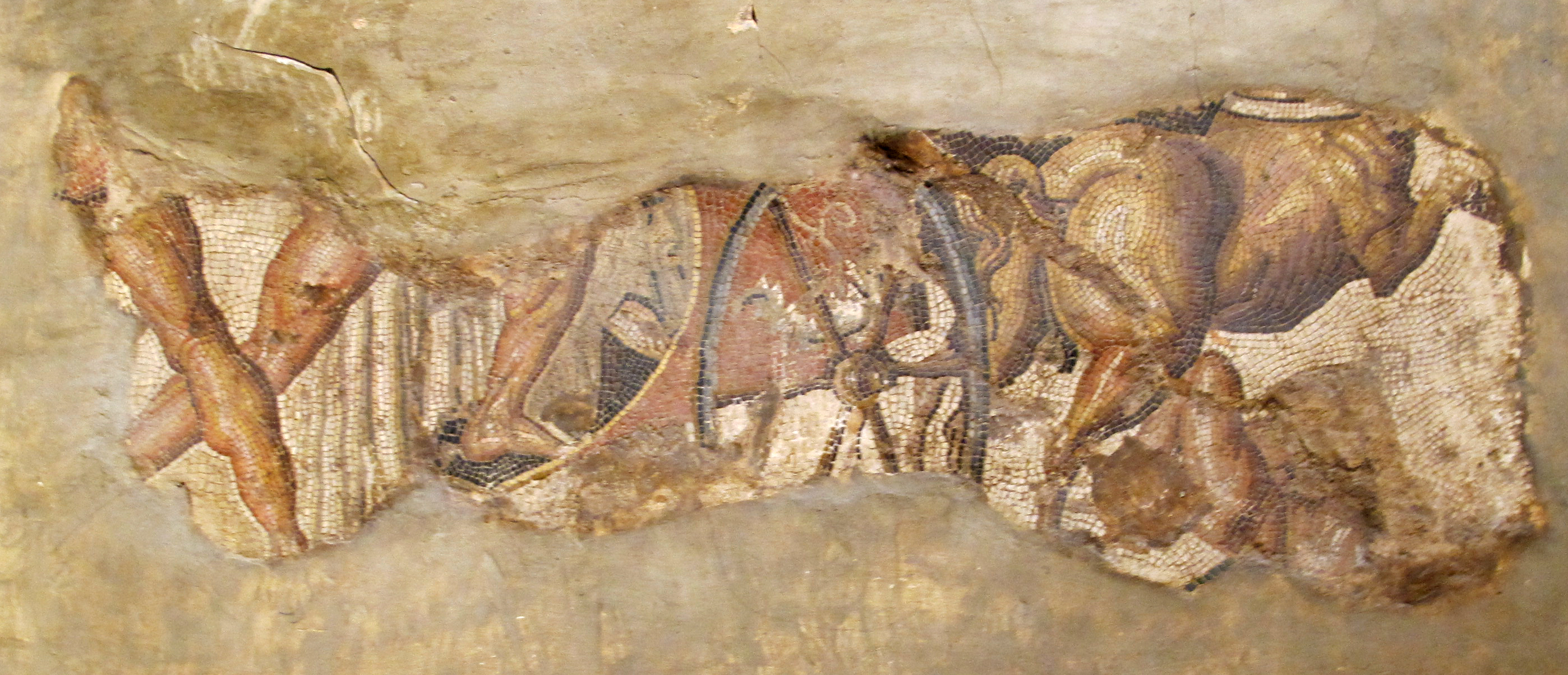
Mosaikfragment mit Entführung der Leukippiden